# Pioscelus ater
Pioscelus ater är en stekelart som först beskrevs av Barbalho och Penteado-dias 1999.  Pioscelus ater ingår i släktet Pioscelus och familjen bracksteklar. Inga underarter finns listade i Catalogue of Life.